# Karawele wracają
Karawele wracają (port. As Naus) – powieść portugalskiego pisarza António Lobo Antunesa, opublikowana w Portugalii w 1988 a w Polsce w 2002 w przekładzie Anny Kalewskiej.
Za punkt wyjścia ma wydarzenia po rewolucji goździków, kiedy do ojczyzny wracali Portugalczycy z ostatnich kolonii (Mozambik, Angola). Wśród powieściowych repatriantów znajdują się też postaci z dawnych epok: słynni pisarze, misjonarze, żeglarze i monarchowie, m.in. Vasco da Gama, Franciszek Ksawery, Diogo Cão czy Sebastian I Aviz. Tak jak inni próbują sobie ułożyć życie na nowo - trafiają do biednych dzielnic Lizbony i żyją jak ludzie z marginesu społecznego. Lobo Antunes mierzy się z kolonialną przeszłością Portugalii i jej mitami (sebastianizm). Czyni to w obrazoburczej, ale literacko wysmakowanej formie. 